# Omar Almeida Quintana
Omar Almeida Quintana (nascut a l'Havana el 1981), és un jugador d'escacs cubà, que té el títol de Gran Mestre des de 2006. Participa habitualment en competicions a Catalunya, i en particular, al Campionat de Catalunya per equips, amb la Societat Coral Colon de Sabadell.
A la llista d'Elo de la FIDE del setembre de 2020, hi tenia un Elo de 2535 punts, cosa que en feia el jugador número 5 (en actiu) de Cuba. El seu màxim Elo va ser de 2593 punts, a la llista de novembre de 2010 (posició 253 al rànquing mundial).

## Resultats destacats en competició
El 2006 fou tercer al Circuit Català d'Oberts Internacionals d'Escacs (el campió fou Marc Narciso), un resultat que superaria el 2009 en esdevenir guanyador del Circuit Català.
El juliol de 2009 fou tercer a l'Obert de Sant Martí (el campió fou Alfonso Jerez Pérez). El 2010 empatà als llocs 1r–2n amb Azer Mirzoev al XVIII torneig internacional d'Albacete, i fou tercer al XII Obert Internacional Vila de Salou (el campió fou Serhí Fedortxuk). Aquest any, fou tercer al Circuit Català (el campió fou Lázaro Bruzón). El juny de 2011 guanyà el IV Obert Internacional de Mollet amb 8 punts, mig punt per davant de Miguel Muñoz.